# Палата спортова Сен Совер
Палата спортова Сен Совер (фр. Palais des sports Saint-Sauveur) је вишенаменска дворана у Лилу, Француска. Отворена је 6. марта 1977. а реновирана је током 2010. године.
Арена има 1.900 седећих места за кошаркашке утакмице, а 2.300 места укупно и данас се користи углавном за утакмице кошаркашког клуба Лил Метропол.
Током 2013. године дворана је угостила групу Ф европског првенства у кошарци за жене.